# Zlatý míč 1986
Zlatý míč, cenu pro nejlepšího fotbalistu Evropy dle mezinárodního panelu sportovních novinářů, v roce 1986 získal sovětský (ukrajinský) fotbalista Ihor Belanov z Dynama Kyjev. Šlo o 31. ročník ankety, organizoval ho časopis France Football a výsledky určili sportovní publicisté z 26 zemí Evropy.

## Pořadí
| Pořadí | Jméno                | Klub                             | Země            | Body |
| ------ | -------------------- | -------------------------------- | --------------- | ---- |
| 1      | Ihor Belanov         | Dynamo Kyjev                     | Sovětský svaz   | 84   |
| 2      | Gary Lineker         | Everton FC FC Barcelona          | Anglie          | 62   |
| 3      | Emilio Butragueño    | Real Madrid                      | Španělsko       | 59   |
| 4      | Manuel Amoros        | Monako                           | Francie         | 22   |
| 4      | Preben Elkjær Larsen | Hellas Verona                    | Dánsko          | 22   |
| 6      | Ian Rush             | Liverpool                        | Wales           | 20   |
| 6      | Oleksandr Zavarov    | Dynamo Kyjev                     | Sovětský svaz   | 20   |
| 8      | Helmuth Duckadam     | Steaua Bukurešť                  | Rumunsko        | 10   |
| 8      | Marco van Basten     | Ajax                             | Nizozemsko      | 10   |
| 10     | Alessandro Altobelli | Inter Milán                      | Itálie          | 9    |
| 11     | Jean-Marie Pfaff     | Bayern Mnichov                   | Belgie          | 8    |
| 11     | Michel Platini       | Juventus                         | Francie         | 8    |
| 13     | Jan Ceulemans        | Club Bruggy                      | Belgie          | 7    |
| 13     | Søren Lerby          | Bayern Mnichov Monako            | Dánsko          | 7    |
| 15     | Morten Olsen         | Anderlecht 1. FC Köln            | Dánsko          | 6    |
| 16     | Rinat Dasajev        | Spartak Moskva                   | Sovětský svaz   | 5    |
| 17     | Luis Fernández       | Paris Saint-Germain Racing Paříž | Francie         | 4    |
| 17     | Paulo Futre          | FC Porto                         | Portugalsko     | 4    |
| 17     | Ruud Gullit          | PSV Eindhoven                    | Nizozemsko      | 4    |
| 17     | Toni Schumacher      | 1. FC Köln                       | Západní Německo | 4    |
| 21     | Kenny Dalglish       | Liverpool                        | Skotsko         | 3    |
| 21     | Jean Tigana          | Bordeaux                         | Francie         | 3    |
| 21     | Pavlo Jakovenko      | Dynamo Kyjev                     | Sovětský svaz   | 3    |
| 24     | Karlheinz Förster    | VfB Stuttgart Marseille          | Západní Německo | 2    |
| 24     | Lothar Matthäus      | Bayern Mnichov                   | Západní Německo | 2    |
| 26     | Michael Laudrup      | Juventus                         | Dánsko          | 1    |
| 26     | Rudi Völler          | Werder Brémy                     | Západní Německo | 1    |